# Wolodymyr Kryschaniwskyj

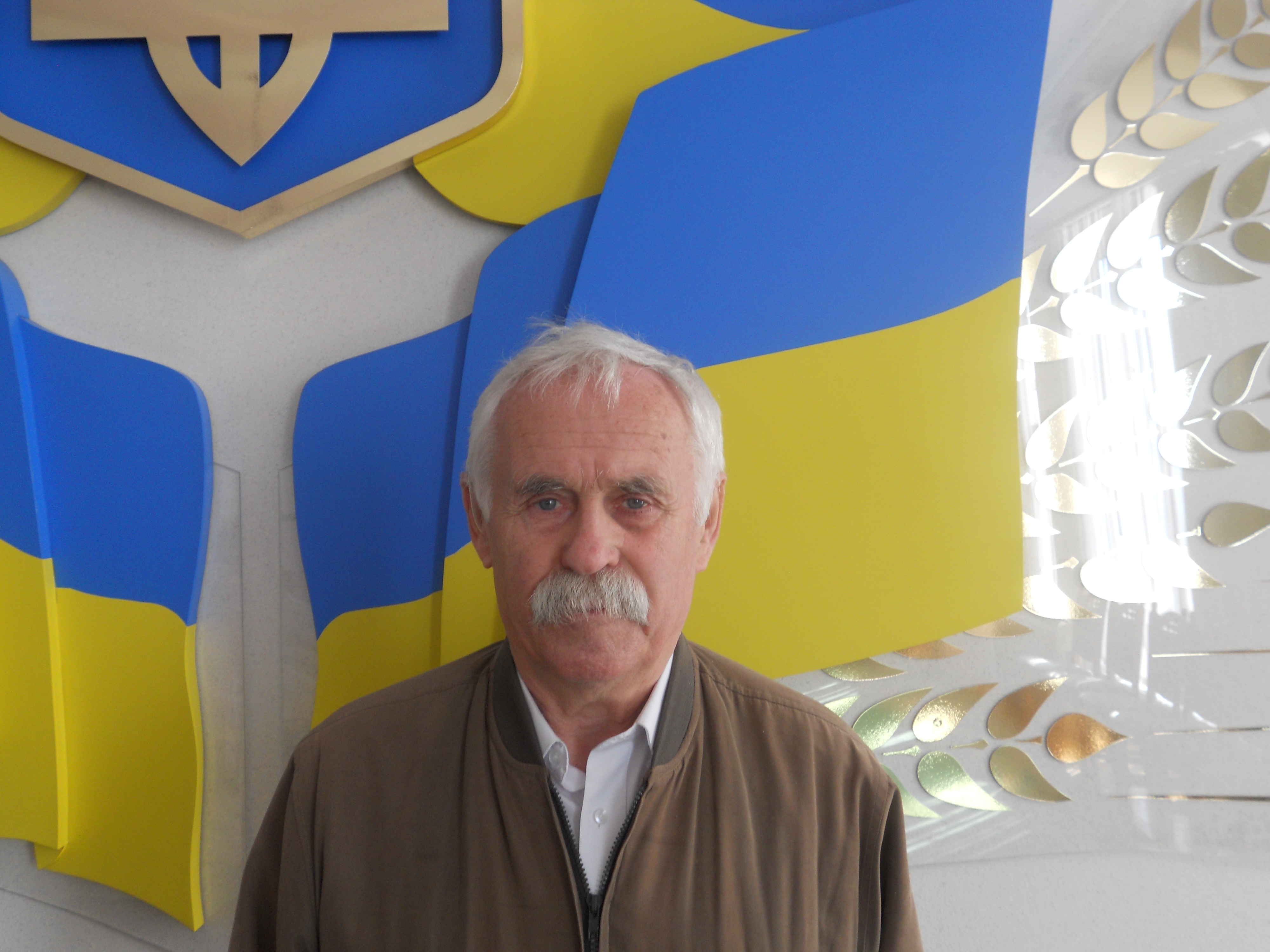
Wolodymyr Kryschaniwskyj, 2015

Wolodymyr Petrowytsch Kryschaniwskyj (ukrainisch Володимир Петрович Крижанівський; * 24. Januar 1940 in Winnyzja, Ukrainische SSR) ist ein ukrainischer Diplomat und Politiker. Er war der erste Botschafter der Ukraine in Russland.

## Leben
Wolodymyr Kryschaniwskyj studierte von 1958 bis 1963 Ingenieurswesen am Institut für Bauwesen in Kiew. Anschließend arbeitete er als Ingenieur und später als leitender Angestellter in der Wirtschaft. Am 18. März 1990 wurde er von seinem Unternehmen als Abgeordneter der Ukraine in die Werchowna Rada berufen.
Am 29. August 1991 wurde er autorisierter Repräsentant der Ukraine in der Russischen Föderation und vom  März 1992 bis September 1994 außerordentlicher und bevollmächtigter Botschafter der Ukraine in der Russischen Föderation.
Im Anschluss war er Geschäftsführer eines Unternehmens in Kiew. Seit Mai 2012 ist er Mitglied der Verfassungsgebenden Versammlung (Програма сприяння Парламенту). Er ist mit seiner Frau Tamara verheiratet und Vater zweier Söhne.

## Ehrungen
- 2007 Ukrainischer Verdienstorden 3. Klasse[1]
- 2011 Ukrainischer Verdienstorden 2. Klasse[1]